# Henry Clifford (Albéniz)
Henry Clifford és una òpera en tres actes d'Isaac Albéniz sobre un llibret anglès de Francis Burdett Money-Coutts, que el va signar amb el pseudònim de Mountjoy. Va ser la primera de les òperes en què van col·laborar el compositor i el llibretista, tot i que no va ser la primera obra "anglesa" del compositor, atès que ja havia estrenat l'opereta The Magic Opal, sobre un llibret de l'actor i dramaturg Arthur Law.

## Història
El llibret de Henry Clifford es basa en fets històrics emmarcats en la Guerra de les Dues Roses pel tron d'Anglaterra. Les fonts literàries per al llibret van ser, entre d'altres Enric VI de William Shakespeare i La balada de la donzella rossa de Thomas Percy.
Amb aquesta òpera, Albéniz enceta una nova i més ambiciosa estètica, resultat de l'experiència adquirida en la producció prèvia de sarsueles i operetes i a la tranquil·litat econòmica que li va proporcionar l'estreta relació amb el seu nou mecenes i llibretista, el banquer Money-Coutts. Aquesta relació s'afermaria amb dues òperes més; Pepita Jiménez i Merlin, aquesta darrera pertanyent a un cicle de tres òperes basat en el mite Artúric que va quedar inacabat degut a la mort del compositor a l'edat de 49 anys.
Poc després de rebre el llibret completament enllestit, Albéniz va abandonar Londres i va instal·lar-se a París, l'any 1983. El compositor hi va treballar durant tres anys. L'estrena va tenir lloc al Gran Teatre del Liceu, el 8 de maig de 1895, amb gran èxit, donant-se'n cinc representacions. Per poder estrenar-la-hi va haver de ser traduïda de l'anglès a l'italià, traducció realitzada per Arteaga y Pereira amb el títol d'Enrico Clifford. El llibret es va publicar a Barcelona en versió bilingüe italià - anglès. Mai més ha estat representada, tot i que l'any 2002 se'n va editar un enregistrament basat en l'edició crítica de la partitura feta pel director d'orquestra madrileny José de Eusebio.

## Música
Composta en un estil tard-romàntic molt personal, Henry Clifford és destacable per la seua riquesa melòdica i una orquestració dramàtica que ja apunta la densitat instrumental de Merlin. Tot i haver-la compost en un temps relativament breu, pot resseguir-se'n una certa evolució formal. Així, els dos primers actes estan estructurats en "números" tancats, en forma d'àries, cors o números de conjunt, mentre que el tercer acte està construït com una unitat formal. En són abundants els motius de fanfàrria, que actuen com una mena de lligam al llarg de tota l'obra. També ha estat lloat el tractament de les veus, que Albéniz fa cantar al límit de les seues possibilitats dinàmiques, donant com a resultat una brillant textura sonora. Hi ha bells exemples de música coral, com ara el cor a cappella del primer acte, que va haver de ser repetit a petició del públic en l'estrena barcelonina.

## Sinopsi

### Acte I
Henry Clifford en companyia de sa mare, Lady Clifford, espera notícies del resultat de la batalla de Towton on lluita son pare, Lord Clifford, al costat dels Lancaster. Apareix Lady Saint John, el marit de la qual s'ha unit als York en la batalla. Lady Saint John i Lady Clifford recorden la seua amistat juvenil, però Henry Clifford desconfia de Lady Saint John, a la qual considera una fetillera. Un missatger anuncia que Lord Clifford ha caigut en la batalla, els presents entonen una pregària fúnebre. Després, Colin anuncia que Lord Saint John es troba de camí per a confiscar els béns dels Clifford i empresonar Henry. Aquest vol enfrontar-s'hi, però sa mare li recomana la fugida, atès que les seues forces no són prou nombroses per a oposar-se a les de Lord Saint John. La intervenció d'Annie Saint John, que abans de la guerra era l'esposa que li estava destinada, el convenç. Disfressat de pastor presencia l'arribada de Sir John Saint John i un escamot de soldats, que són incapaços de reconèixer-lo entre la gentada, el que fa possible la seua fugida.

### Acte II
Fa tres anys que Henry Clifford viu com a pastor en una vall encantada on són freqüents les aparicions de fades i gnoms. Després d'un ballet de follets, apareix la seua estimada Annie, a qui Henry confon inicialment amb una visió, i amb la qual entona un apassionat duo d'amor. Apareixen Alguns fidels al Henry, entre els quals es troben Lady Clifford i Lady Saint John, aquesta darrera recomana a Henry que tinga molta cura, atès que ha tingut la visió de la vall envaïda per soldats. Efectivament, poc després fa la seua aparició Sir John Saint John i el seu exèrcit, disposat a arrestar Henry en nom de Ricard III. Annie declara la seua fidelitat a Henry, però això no afebleix la resolució de son pare. L'acte conclou amb una escena concertant en la qual Henry i Saint John es desafien mútuament.

### Acte III
Sir John Saint John es mostra preocupat, el darrer Lancaster pretendent al tron, Enric de Richmond, ha iniciat l'ofensiva. Lady Saint John li demana permís per a poder intrigar i guanyar-se a Henry Clifford a la seua causa, però el seu marit hi refusa. Apareix Henry i Lady Saint John, que l'ha sentit acostar-se, deixa que ell i Anni estiguen sols. Els enamorats intriguen sobre la manera de fer possible el seu amor, arribant a la conclusió que l'única sortida és la fugida. Són sorpresos per Sir John Saint John, qui afirma que l'única possibilitat d'acceptar la unió entre Henry i Annie és que Clifford s'unisca a la seua causa. Quan Henry està a punt d'acceptar-hi, apareix Lady Clifford, que es mostra escandalitzada per la debilitat del seu fill. En aquest moment arriben notícies del desenllaç de la batalla de Bosworth: Ricard III ha mort i Enric de Richmond ha estat proclamat rei. Ara Sir John Saint John és presoner de Henry Clifford, que li imposa com a càstig tres anys d'exili. Tots els presents aclamen Henry Clifford.